# Riec-sur-Belon
Riec-sur-Belon település Franciaországban, Finistère megyében. Lakosainak száma 4374 fő (2022. január 1.). Riec-sur-Belon Bannalec, Baye, Mellac, Moëlan-sur-Mer, Pont-Aven és Le Trévoux községekkel határos.

## Népesség
A település népessége az elmúlt években az alábbi módon változott:
| Lakosok száma | 4308 | 4059 | 4014 | 4129 | 4111 | 4165 | 4185 | 4180 | 4240 | 4374 |
|               | 1968 | 1982 | 1990 | 2006 | 2013 | 2015 | 2017 | 2019 | 2020 | 2022 |